# Сатурн (премия, 1990)
16-я церемония награждения премии «Сатурн» за заслуги в области фантастики, фэнтези и фильмов ужасов за 1988 год состоялась 21 января 1990 года, в США.

## Лауреаты и номинанты
Лауреаты указаны первыми, выделены жирным шрифтом и  отдельным цветом. 

### Основные категории
| Категория                          | Лауреаты и номинанты                                                                                     | Лауреаты и номинанты                                                                                     |
| ---------------------------------- | --- | --- |
| Лучший научно-фантастический фильм | • Нация пришельцев / Alien Nation                                                                        | • Нация пришельцев / Alien Nation                                                                        |
| Лучший научно-фантастический фильм | • Капля / The Blob                                                                                       | |
| Лучший научно-фантастический фильм | • Кокон: Возвращение / Cocoon: The Return                                                                | |
| Лучший научно-фантастический фильм | • Моя мачеха — инопланетянка / My Stepmother Is an Alien                                                 | |
| Лучший научно-фантастический фильм | • Короткое замыкание 2 / Short Circuit 2                                                                 | |
| Лучший научно-фантастический фильм | • Чужие среди нас / They Live                                                                            | |
| Лучший фильм-фэнтези               | • Кто подставил кролика Роджера / Who Framed Roger Rabbit                                                | • Кто подставил кролика Роджера / Who Framed Roger Rabbit                                                |
| Лучший фильм-фэнтези               | • Большой / Big                                                                                          | |
| Лучший фильм-фэнтези               | • Земля до начала времён (м/ф) / The Land Before Time                                                    | |
| Лучший фильм-фэнтези               | • Новая рождественская сказка / Scrooged                                                                 | |
| Лучший фильм-фэнтези               | • Уиллоу / Willow                                                                                        | |
| Лучший фильм-фэнтези               | • Без единой улики / Without a Clue                                                                      | |
| Лучший фильм ужасов                | • Битлджус / Beetlejuice                                                                                 | • Битлджус / Beetlejuice                                                                                 |
| Лучший фильм ужасов                | • Детские игры / Child’s Play                                                                            | |
| Лучший фильм ужасов                | • Связанные насмерть / Dead Ringers                                                                      | |
| Лучший фильм ужасов                | • Хэллоуин 4: Возвращение Майкла Майерса / Halloween 4: The Return of Michael Myers                      | |
| Лучший фильм ужасов                | • Восставший из ада 2 / Hellbound: Hellraiser II                                                         | |
| Лучший фильм ужасов                | • Кошмар на улице Вязов 4: Повелитель сна / A Nightmare on Elm Street 4: The Dream Master                | |
| Лучший фильм ужасов                | • Музей восковых фигур / Waxwork                                                                         | |
| Лучший актёр                       | | • Том Хэнкс — «Большой» (за роль Джоша Баскина)                                                          |
| Лучший актёр                       | • Хьюм Кронин — «Кокон: Возвращение» (за роль Джо Финли)                                                 | |
| Лучший актёр                       | • Боб Хоскинс — «Кто подставил кролика Роджера» (за роль Эдди Валианта)                                  | |
| Лучший актёр                       | • Джереми Айронс — «Связанные насмерть» (за роль Беверли Мэнтла / Эллиота Мэнтла)                        | |
| Лучший актёр                       | • Билл Мюррей — «Новая рождественская сказка» (за роль Фрэнка Кросса)                                    | |
| Лучший актёр                       | • Джеймс Спейдер — «Возвращение Джека» (за роль Джона Вестфорда / Рика Вестфорда)                        | |
| Лучшая актриса                     | Кэтрин Хикс                                                                                              | • Кэтрин Хикс — «Детские игры» (за роль Карен Барклай)                                                   |
| Лучшая актриса                     | Кэтрин Хикс                                                                                              | • Ким Бейсингер — «Моя мачеха — инопланетянка» (за роль Селесты Мартин)                                  |
| Лучшая актриса                     | Кэтрин Хикс                                                                                              | • Аманда Донохью — «Логово белого червя» (за роль леди Сильвии Марш)                                     |
| Лучшая актриса                     | Кэтрин Хикс                                                                                              | • Кассандра Петерсон — «Эльвира — повелительница тьмы» (за роль Эльвиры)                                 |
| Лучшая актриса                     | Кэтрин Хикс                                                                                              | • Йоанна Пакула — «Поцелуй» (за роль Фелиции)                                                            |
| Лучшая актриса                     | Кэтрин Хикс                                                                                              | • Джессика Тэнди — «Кокон: Возвращение» (за роль Альмы Финли)                                            |
| Лучший актёр второго плана         | | • Роберт Лоджиа — «Большой» (за роль мистера МакМиллана)                                                 |
| Лучший актёр второго плана         | • Роберт Инглунд — «Кошмар на улице Вязов 4: Повелитель сна» (за роль Фредди Крюгера)                    | |
| Лучший актёр второго плана         | • Джек Гилфорд — «Кокон: Возвращение» (за роль Бернарда «Берни» Лефковитца)                              | |
| Лучший актёр второго плана         | • Майкл Китон — «Битлджус» (за роль Битлджуса)                                                           | |
| Лучший актёр второго плана         | • Кристофер Ллойд — «Кто подставил кролика Роджера» (за роль судьи Рока)                                 | |
| Лучший актёр второго плана         | • Мэнди Патинкин — «Нация пришельцев» (за роль детектива Сэмюэля «Джорджа» Франциско)                    | |
| Лучшая актриса второго плана       | Сильвия Сидни (фото 1932 года)                                                                           | • Сильвия Сидни — «Битлджус» (за роль Джуно)                                                             |
| Лучшая актриса второго плана       | Сильвия Сидни (фото 1932 года)                                                                           | • Джоанна Кэссиди — «Кто подставил кролика Роджера» (за роль Долорес)                                    |
| Лучшая актриса второго плана       | Сильвия Сидни (фото 1932 года)                                                                           | • Кэтрин Хелмонд — «Леди в белом» (за роль Аманды)                                                       |
| Лучшая актриса второго плана       | Сильвия Сидни (фото 1932 года)                                                                           | • Клэр Хиггинс — «Восставший из ада 2» (за роль Джулии Коттон)                                           |
| Лучшая актриса второго плана       | Сильвия Сидни (фото 1932 года)                                                                           | • Джин Марш — «Уиллоу» (за роль королевы Бавморды)                                                       |
| Лучшая актриса второго плана       | Сильвия Сидни (фото 1932 года)                                                                           | • Зельда Рубинштейн — «Полтергейст 3» (за роль Танджины Бэрронс)                                         |
| Лучшая актриса второго плана       | Сильвия Сидни (фото 1932 года)                                                                           | • Мередит Сэленджер — «Поцелуй» (за роль Эми)                                                            |
| Лучший молодой актёр или актриса   | | • Фред Сэвидж — «Всё наоборот» (за роль Чарли Сеймура)                                                   |
| Лучший молодой актёр или актриса   | • Уорик Дэвис — «Уиллоу» (за роль Уиллоу Афгуда)                                                         | |
| Лучший молодой актёр или актриса   | • Родни Истман — «Таинственное оружие»(за роль Зика)                                                     | |
| Лучший молодой актёр или актриса   | • Лукас Хаас — «Леди в белом» (за роль Фрэнки Скарлатти)                                                 | |
| Лучший молодой актёр или актриса   | • Кори Хэйм — «Наблюдатели» (за роль Трэвиса Корнелла)                                                   | |
| Лучший молодой актёр или актриса   | • Джэред Раштон — «Большой» (за роль Билли)                                                              | |
| Лучший молодой актёр или актриса   | • Алекс Винсент — «Детские игры» (за роль Энди Барклая)                                                  | |
| Лучшая режиссура                   | | • Роберт Земекис за фильм «Кто подставил кролика Роджера»                                                |
| Лучшая режиссура                   | • Тим Бёртон — «Битлджус»                                                                                | |
| Лучшая режиссура                   | • Ренни Харлин — «Кошмар на улице Вязов 4: Повелитель сна»                                               | |
| Лучшая режиссура                   | • Энтони Хикокс — «Музей восковых фигур»                                                                 | |
| Лучшая режиссура                   | • Пенни Маршалл — «Большой»                                                                              | |
| Лучшая режиссура                   | • Чарльз Маттау — «Отбывая наказание на планете Земля»                                                   | |
| Лучший сценарий                    | • Гэри Росс и Энн Спилберг — «Большой»                                                                   | • Гэри Росс и Энн Спилберг — «Большой»                                                                   |
| Лучший сценарий                    | • Майкл Макдауэлл и Уоррен Скаарен — «Битлджус»                                                          | |
| Лучший сценарий                    | • Том Холланд, Джон Лафия, Дон Манчини — «Детские игры»                                                  | |
| Лучший сценарий                    | • Дэвид Кроненберг и Норман Снайдер — «Связанные насмерть»                                               | |
| Лучший сценарий                    | • Алан Б. МакЭлрой — «Хэллоуин 4: Возвращение Майкла Майерса»                                            | |
| Лучший сценарий                    | • Джефри Прайс и Питер С. Симен — «Кто подставил кролика Роджера»                                        | |
| Лучшая музыка                      | Кристофер Янг                                                                                            | • Кристофер Янг за музыку к фильму «Восставший из ада 2»                                                 |
| Лучшая музыка                      | Кристофер Янг                                                                                            | • Дэнни Эльфман — «Битлджус»                                                                             |
| Лучшая музыка                      | Кристофер Янг                                                                                            | • Михаэль Хениг — «Капля»                                                                                |
| Лучшая музыка                      | Кристофер Янг                                                                                            | • Говард Шор — «Связанные насмерть»                                                                      |
| Лучшая музыка                      | Кристофер Янг                                                                                            | • Джон Массари — «Клоуны-убийцы из космоса»                                                              |
| Лучшая музыка                      | Кристофер Янг                                                                                            | • Джон Карпентер и Алан Ховарт — «Чужие среди нас»                                                       |
| Лучшая музыка                      | Кристофер Янг                                                                                            | • Алан Сильвестри — «Кто подставил кролика Роджера»                                                      |
| Лучшие костюмы                     | • Барбара Лэйн — «Уиллоу»                                                                                | • Барбара Лэйн — «Уиллоу»                                                                                |
| Лучшие костюмы                     | • Дениз Кроненберг — «Связанные насмерть»                                                                | |
| Лучшие костюмы                     | • Дарси Ф. Олсон — «Клоуны-убийцы из космоса»                                                            | |
| Лучшие костюмы                     | • Майкл Джеффри — «Логово белого червя»                                                                  | |
| Лучшие костюмы                     | • Стивен М. Чудей — «Сумерки»                                                                            | |
| Лучшие костюмы                     | • Леонард Поллак — «Музей восковых фигур»                                                                | |
| Лучший грим                        | • Ве Нилл, Стив Лапорте и Роберт Шорт — «Битлджус»                                                       | • Ве Нилл, Стив Лапорте и Роберт Шорт — «Битлджус»                                                       |
| Лучший грим                        | • Джон М. Эллиотт мл., Стэн Уинстон — «Нация пришельцев»                                                 | |
| Лучший грим                        | • Р. Кристофер Биггз и Шери Шорт — «Зубастики 2: Основное блюдо»                                         | |
| Лучший грим                        | • Марк Шостром — «Фантазм 2»                                                                             | |
| Лучший грим                        | • Дэвид ЛеРой Андерсон и Лэнс Андерсон — «Змей и радуга»                                                 | |
| Лучший грим                        | • Боб Кин — «Музей восковых фигур»                                                                       | |
| Лучшие спецэффекты                 | • Джордж Гиббс, Кен Ралстон, Ричард Уильямс (Industrial Light & Magic) — «Кто подставил кролика Роджера» | • Джордж Гиббс, Кен Ралстон, Ричард Уильямс (Industrial Light & Magic) — «Кто подставил кролика Роджера» |
| Лучшие спецэффекты                 | • Питер Куран, Алан Манро, Тед Рэй и Роберт Шорт — «Битлджус»                                            | |
| Лучшие спецэффекты                 | • Кевин Пайк, Хойт Йетмен, Уилл Винтон — «Лунная походка»                                                | |
| Лучшие спецэффекты                 | • Эрик Бревиг, Аллен Холл (Dream Quest Images) — «Новая рождественская сказка»                           | |
| Лучшие спецэффекты                 | • Эрик Аллард и Джефф Джарвис — «Короткое замыкание 2»                                                   | |
| Лучшие спецэффекты                 | • Джон Ричардсон (Industrial Light & Magic) — «Уиллоу»                                                   | |

### Телевизионная награда
| Лучший жанровый телесериал (Best Genre Television Series) | • Звёздный путь: Следующее поколение / Star Trek: The Next Generation |
| Лучший жанровый телесериал (Best Genre Television Series) | • Красавица и чудовище / Beauty and the Beast                         |
| Лучший жанровый телесериал (Best Genre Television Series) | • Кошмары Фредди / Freddy’s Nightmares                                |
| Лучший жанровый телесериал (Best Genre Television Series) | • Пятница, 13-е / Friday the 13th                                     |
| Лучший жанровый телесериал (Best Genre Television Series) | • Фантастическая девушка / Out of This World                          |
| Лучший жанровый телесериал (Best Genre Television Series) | • Супермальчик / Superboy                                             |
| Лучший жанровый телесериал (Best Genre Television Series) | • Война миров / War of the Worlds                                     |

### Специальные награды
| Награда                                            | Лауреаты | Лауреаты      |
| -------------------------------------------------- | -------- | ------------- |
| Премия за достижения в карьере (Life Career Award) |          | • Рэй Уолстон |
| Президентская премия (President’s Award)           |          | • Кэрри Фишер |